# Typhula pulgensis
Typhula pulgensis är en svampart som beskrevs av Khurana 1980. Typhula pulgensis ingår i släktet Typhula och familjen trådklubbor.   Inga underarter finns listade i Catalogue of Life.